# Meredith P. Snyder
Meredith Pinxton Snyder (ur. 1859, zm. 7 kwietnia 1937) – amerykański polityk, dwudziesty trzeci burmistrz Los Angeles, stanowisko to piastował w latach 1896–1898, 1900–1904 i 1919–1921.
Członek Rady Miasta w latach 1894-96. W 1919 roku startował w wyborach na gubernatora Kalifornii. W latach 1931–36 powołany przez gubernatora Kalifornii Jamesa Rolpha Jr. na stanowisko komisarza ds. wypadków w fabrykach.
W czasie swoich rządów w Los angeles Meredith P. Snyder zrewolucjonizował system zarządzania zasobami wodnymi miasta. Wśród mieszkańców był znany jako "Pinky".